# المغادرون
المغادرون (بالإنجليزية: The Departed)‏ هو فيلم جريمة وإثارة أمريكي صدر في عام 2006 من إخراج مارتن سكورسيزي وسيناريو وليام موناهان. الفيلم هو إعادة صنع للفيلم الذي أصدرته هونغ كونغ في 2002 ويحمل اسم «شؤون جهنمية» (Infernal Affairs). المغادرون من بطولة جاك نيكلسون وليوناردو دي كابريو ومات ديمون ومارك والبيرغ ومارتنشين.
كان الفيلم من أكثر الأعمال ترقبًا في عام 2006. وقد حظي عنده عرضه على مراجعات وردود فعل عظيمة من النقاد والجمهور على حد سواء. ربح المغادرون عدة جوائز، من ضمنها أربع جوائز أوسكار في مهرجان توزيع جوائز الأوسكار التاسع والسبعين، وهي: أفضل فيلم وأفضل مخرج (سكورسيزي) وأفضل سيناريو مقتبس وأفضل مونتاج.

## القصة

### ملخص القصة
تقع أحداث الفيلم في جنوب بوسطن. يقوم زعيم المافيا الإيرلندية فرانسيس «فرانك» كوستيلو بوضع جاسوس (كولن سوليفان) داخل شرطة الولاية. في نفس الوقت، تقوم شرطة الولاية أيضاً بزرع أحد عناصرها (وليام «بيلي» كوستيجان) داخل المافيا. عندما يدرك الطرفان حقيقة الموقف، يحاول كل رجل كشف هوية الآخر، قبل أن ينكشف أمره.

### القصة الكاملة
يبدأ الفيلم بمشهد فردي لفرانك كوستيلو وهو رئيس عصابة أيرلندي، تبنى في حياته فلسفة أن يأخذ ما يريد ويقتل من يعترض طريقه، قابل فرانك صبيًا صغيرًا يدعى كولين سوليفان فطوقه بجناحيه وعلمه فلسفته في الحياة، وعندما كبر كولين انضم لقوات الشرطة ليتجسس لصالح فرانك.
وخلال ذلك انضم شاب آخر لقوات الشرطة يدعى بيلي كوستيجان، لكن بيلي لدى عائلته تاريخ إجرامي جعل رئيسيه الكابتن كوينان والرقيب ديجنام يرفضان جعله شرطيًا رسميًا، لكنهما جعلاه عميلًا سريًا واستغلا تاريخ عائلته الإجرامي في ضمه إلى عصابة كوستيلو، فانطلق بيلي ليرى ما إذا كان بمقدوره أن يتسرب داخل عصابة كوستيلو.
وكان أول شيء فعله أن يتسبب لنفسه بالاعتقال بتهمة الاعتداء فدخل السجن لبضعة شهور، وعندما خرج اتجه للعيش مع جدته في حي ساوزي حيث تتواجد عصابة كوستيلو، وبدأ في المتاجرة في المخدرات مع قريبه شون، إلى أن واجهه كوستيلو وأمره ألا يتاجر بالمخدرات في حيِّه.
فأدرك بيلي أنه بحاجة إلى أن يصعد الأمر لينضم للعصابة، فقام بضرب رجليْ مافيا ليحصد المزيد من الاحترام، ومن ثم واجهه كوستيلو مرة أخرى وأخبره أن رجال المافيا سيعودون للحي مرة أخرى لقتل بيلي.
ولكن اتضح أن رجال المافيا هم أكبر أعداء كوستيلو، فقرر أن يضع بيلي تحت حمايته بعد استجواب بيلي وضربه، وعندما فُعل ما يلزم فعله أصبح فرانك مقتنعًا بضم بيلي لعصابته.
بدأ بيلي بمهام صغيرة ثم بعد فترة رافق السيد فرينش الذراع الأيمن لكوستيلو، في مهمات قتل، وبعد مرور عام بدأ بيلي يفقد عقله ويصاب بالقلق، أجبره الكابتن كوينان الذهاب للطبيبة النفسية مادولين، حيث كان يخبرها بيلي أنه بحاجة إلى الحبوب لتساعده على النوم وعندما ترفض إعطائه إياها يغضب.
وعندما استسلمت أخيرًا وأعطته الحبوب طلب منها الخروج معه لتناول القهوة، ولم يكن بيلي يعلم أن مادولين هي حبيبة كولين سوليفان الجاسوس الخاص بكوستيلو في قسم الشرطة.
ثم اكتشف كلاهما، بيلي وكولين، أن الشرطة لديها جاسوس داخل عصابة كوستيلو وعصابة كوستيلو لديها جاسوس داخل قسم الشرطة، وبدأ كلا منهما في المحاولة المضنية لمعرفة هوية الآخر، حتى قام كولين بوضع مراقبة على الكابتن كوينان الذي قادهم إلى بيلي، فاتصل كولين بكوستيلو ليخبره عن مكان الجاسوس بيلي ولم يكن يعرف هويته بعد، وعندما وصل أفراد العصابة وجدوا كوينان فقط حيث هرب بيلي قبل إدراكهم إياه أو معرفتهم هويته، فقتلوا كوينان مما أغضب قسم الشرطة برمته.
بعد مقتل كوينان اكتشف كولين أن كوستيلو في الحقيقة هو مخبر إف بي آي يسلّم المجرمين لهم، مما وضع كولين في مأزق وهدد حياته، وانتهي المطاف بأن قتل كولين كوستيلو خلال صفقة مخدرات، وتمكن بيلي بالكاد من الهروب من موقع الجريمة واتجه إلى قسم الشرطة ليستعيد حياته، فبموت كوستيلو تكون مهمة بيلي قد انتهت.
قابل بيلي كولين في قسم الشرطة أثناء مراجعة أوراقه، ولكن عندما غادر كولين المكتب للحظات وجد بيلي الدليل الذي يثبت أن كولين هو جاسوس كوستيلو، فغادر سريعًا وعندما عاد كولين أدرك أن بيلي علم بشأنه، لذا قام بحذف بيلي من سجلات الشرطة، ماحيًا بذلك أي أثر على كون بيلي شرطيًا سريًا.
وعندها حصل بيلي على أشرطة تثبت إدانة كولين، فاستغلها لابتزاز كولين وإجباره على مقابلته، وعندما حضر كولين لمقابلته قام بيلي بضربه وبدأ في أخذه إلى قسم الشرطة، ولكنه فشل حيث قام شرطي آخر بقتل بيلي قبل أن يتمكن من الخروج للشارع، واكتشف كولين أن هذا الشرطي كان يعمل لصالح كوستيلو هو الآخر، فقام كولين بإطلاق النارعليه أيضًا لأنه لا يريد أي شيء يربطه بما حدث.
وفي نهاية اليوم كان بيلي قد قُتِل ولم يعلم أحد قط بكونه شرطيًا سريًا، وعاد كولين حرًا طليقًا، إلى أن اكتشفت خطيبته مادولين ما حدث عن طريقة الأشرطة التي تركها لها بيلي، فهجرت كولين.
وفي النهاية عندما عاد كولين للمنزل تم إطلاق النار عليه من قِبل الرقيب ديجنام، وهو الشخص الوحيد المتبقي في العالم الذي يعلم بشأن كولين ويعلم أن بيلي كان شرطيًا سريًا.

## طاقم العمل
- ليوناردو دي كابريو بدور ويليام «بيلي» كوستيغان
- مات ديمون بدور كولين سوليفان
  - كونور دونوفان بدور الطفل كولين
- جاك نيكلسون بدور فرانسيس «فرانك» كوستيلو
- مارك والبيرغ بدور برايس ديغنام
- مارتن شين بدور أوليفر كوينان
- راي وينستون بدور أرنولد فرينش
- فيرا فارميغا بدور د. مادولين مادين
- أليك بالدوين بدور جورج إيليربي
- أنتوني أندرسن بدور الجندي براون
- كيفن كوريجان بدور شون كوستيغان
- جيمس ديل بدور الجندي باريغان
- ديفيد أوهارا بدور باتريك «فيتزي» فيتزجيبونس
- مارك رولستون بدور تيموثي ديلهنت
- روبرت ألبيرج بدور عميل الأف بي آي الخاص فرانك لاتسيو
- كريستين دالتون بدور غوين
- أماندا لينش بدور كارمن
- شاي دوفين بدور فيل
- ريتشارد هيوز بدور العم إد كوستيغان

## وصلات خارجية
- المغادرون على موقع IMDb (الإنجليزية)
- المغادرون على موقع ميتاكريتيك (الإنجليزية)
- المغادرون على موقع الموسوعة البريطانية (الإنجليزية)
- المغادرون على موقع روتن توميتوز (الإنجليزية)
- المغادرون على موقع نتفليكس (الإنجليزية)
- المغادرون على موقع قاعدة بيانات الأفلام العربية
- المغادرون على موقع ألو سيني (الفرنسية)
- المغادرون على موقع Turner Classic Movies (الإنجليزية)
- المغادرون على موقع أول موفي (الإنجليزية)
- المغادرون على موقع بوكس أوفيس موجو (الإنجليزية)
- الموقع الرسمي
- صفحة الفيلم في موقع IMDb